# Anneckeida watshami
Anneckeida watshami är en stekelart som beskrevs av Boucek 1978. Anneckeida watshami ingår i släktet Anneckeida och familjen gallglanssteklar.
Artens utbredningsområde är Zimbabwe. Inga underarter finns listade i Catalogue of Life.